# Route nationale 484
Die N484 war von 1933 bis 1973 eine französische Nationalstraße, die zwischen Montcenis und der N74 östlich von Le Creusot verlief. Ihre Länge betrug 16 Kilometer.